# Стокгольмська конвенція щодо стійких органічних забруднювачів
Стокго́льмська конве́нція про стійкі́ органі́чні забру́днювачі — багатосторонній міжнародний договір, відкритий для підписання 22.05.2001 у Стокгольмі (Швеція); спрямований на забезпечення охорони здоров'я людей та довкілля від шкідливого впливу низки небезпечних високотоксичних хімічних речовин, зокрема пестицидів, діоксинів, ДДТ.